# الجامعة الملكية المغربية للسباحة
الجامعة الملكية المغربية للسباحة (بالفرنسية: Fédération Royale Marocaine de Natation)‏، واختصارا (FRMN) هو اتحاد رياضي وطني يشرف على الرياضات المائية في المغرب، بتنظيم والإشراف على المنافسات الوطنية الخاصة بالسباحة، الغطس، كرة الماء، السباحة المتزامنة، السباحة في المياه المفتوحة، ومنافسات الكبار. تأسست الجامعة سنة 1956 ويقع مقرها حاليا في مدينة الدار البيضاء.
تنتسب الجامعة الملكية المغربية إلى عدة اتحادات:
- CNOM اللجنة الأولمبية الوطنية المغربية
- FINA الاتحاد الدولي للسباحة[2]
- CANA الاتحاد الأفريقي للسباحة

## وصلات خارجية
- موقع الجامعة الملكية المغربية للسباحة
- الأرقام القياسية المغربية للحوض الكبير من موقع الجامعة الملكية المغربية للسباحة